# Arūnas Savickas
Arūnas Savickas (ur. 24 marca 1975 w Poniewieżu) — litewski pływak.
Arūnas Savickas uczestniczył dwukrotnie na letnich igrzyskach olimpijskich (1996 i 2000). Podczas swoich pierwszych igrzysk brał udział w jednej konkurencji pływania: 200 m stylem grzbietowym, gdzie zajął 22. miejsce. Podczas kolejnych igrzysk wystąpił w trzech konkurencjach pływania: 200 m stylem dowolnym (22. miejsce), 200 m stylem grzbietowym (32. miejsce) i 4×100 m stylem dowolnym (wraz z Sauliusem Binevičiusem, Rolandasem Gimbutisem i Minvydasem Packevičiusem; 16. miejsce).